# Festa Major de Sant Genís dels Agudells
La Festa Major de Sant Genís dels Agudells se celebra la segona quinzena de juny al barri de Sant Genís dels Agudells, al districte d'Horta-Guinardó de Barcelona. El barri fa una festa major de tres dies el mes de juny, que inclou tota mena d'actes: àpats populars, balls de festa major, activitats infantils i juvenils, campionats esportius i rutes per a descobrir el patrimoni del barri. Tot i que no hi ha gaires entitats especialitzades, la cultura popular també hi és present, amb mostres de dansa i cantades d'havaneres.

## Actes destacats
- Cercavila. Moltes de les entitats del barri surten en cercavila el divendres a la tarda per començar la festa major. La desfilada s'acaba a la Casa Groga, des d'on es llegeix el pregó i es llança un petard, que anomenen txupinazo.[1]
- Cantada d'havaneres i traca. L'últim dia de la festa es fa un recital d'havaneres. A l'intermedi, es reparteix rom cremat entre els assistents i se sorteja una panera. Per culminar les celebracions, a mitjanit s'encén una traca.[1]